# Тэнэсеску, Атанасие
Атанасие Тэнэсеску (рум. Atanasie Tănăsescu; 1892 — неизвестно) — румынский регбист, полузащитник схватки и блуждающий полузащитник. Бронзовый призёр летних Олимпийских игр 1924 года.

## Биография
Атанасие Тэнэсеску родился в 1892 году.
Играл в регби за «Теннисный клуб Ромын» из Бухареста на позициях полузащитника схватки и блуждающего полузащитника.
В 1919 году играл за сборную Румынии в матче с Францией (5:48) на Межсоюзнических играх в Париже, где румыны стали третьими.
В 1924 году вошёл в состав сборной Румынии по регби на летних Олимпийских играх в Париже и завоевал бронзовую медаль. Провёл 2 матча, очков не набирал.
О дальнейшей жизни данных нет.

## Память
6 июня 2012 года в составе сборной Румынии, завоевавшей бронзу летних Олимпийских игр 1924 года, введён в Зал славы регби.